# Braunsbedra
Braunsbedra település Németországban, azon belül Szász-Anhalt tartományban. Lakosainak száma 10 413 fő (2023. december 31.). Braunsbedra Mücheln és Bad Lauchstädt községekkel határos.

## Népesség
A település népességének változása:
| Lakosok száma | 10 841 | 10 678 | 10 432 | 10 401 | 10 413 |
|               | 2017   | 2019   | 2021   | 2022   | 2023   |